# George Handford
Compositor inglés del siglo XVII. Su fecha de nacimiento está en duda, pero se piensa que pudo nacer en los años 1582 y 1585.  Se sabe que falleció el 14 de agosto de 1647 en la ciudad de Londres, pues se conserva su testamento redactado el 10 de junio de 1647. Curiosamente en él no aparece ninguna referencia a la música ; esto puede indicarnos que podía tratarse de un amateur talentoso, que no llegará  a desarrollarse como compositor reconocido. 
No está claro que sea  George Handford el responsable de la colección de canciones Ayres to be sung to the lute and base vyole, pues en el prólogo de la misma aparece escrito  “George Holdford”; sabemos que con este nombre se admitió como pensionista a un joven en el Emmanuel College en el año 1604. Aunque también es conocida la existencia de otro George Handford, el cual parece más probable que sea el compositor y que figura en las actas matrimoniales de la Iglesia de St. Dunstan-in-the-West en Londres, donde se casó dos veces; la primera, en el año 1636 con la edad de 51 años, y la segunda en septiembre de 1641 con 58 años. 
No obstante, alguien llamado así fue el creador y recopilador del  manuscrito Ayres to be sung to the Lute and Base Vyole.

## Ayres to be sung to the Lute and Base Vyole
Se trata de un manuscrito de canciones para voz, láud y viola  (bass viol), compuesto en el año 1609 para el príncipe Henry (1594-1612) por lo que su intención no era ser publicado. Existen evidencias de que este manuscrito pasase a manos del tutor de Henry, Adam Newton, el cual se lo cedió a su hijo, Henry Newton (Sir Henry Puckering a partir de 1654). Henry Newton presentó este manuscrito en el Trinity College en Cambridge, por ello este manuscrito y su compositor se encuentran estrechamente relacionados con esta ciudad universitaria. 
Existen ciertas controversias a la hora de establecer el número de canciones que formaban este manuscrito, algunas bibliografías establecen que la colección contenía 18 canciones a solo, mientras que otras sugieren que el manuscrito estaba formado por 28 folios y 20 canciones. Una de las hojas que probablemente contenía el bajo y algunas estrofas de la canción número 16 ( Mall Newberry and her Repentance), se perdió; sin embargo se conserva el texto de su primera estrofa, la voz del triple y la tablatura de laúd.  Solo dos poemas de los veinte han sido impresos y todos ellos son de autoría anónima, excepto el número 12, una oda atribuida a Samuel Daniel y dedicada a Delia, Now each creature joyes de other. Una de las canciones que sí fue impresa y publicada fue la número 6 en  English Ayres. Elizabethan and Jacobean, de Peter Warlock y Philip Wilson. Las partes instrumentales y las vocales se encuentran escritas en el reverso de la página para que la pieza pudiese ser ejecutada y leída por dos músicos sentados uno frente al otro.
El manuscrito recoge las siguientes canciones, la mayoría sobre amor no correspondido:
```
   
Come sweet fire
	
   
My mournfull thoughts

   
Florella lay a sleeping

   
Two Cynthias did at once appeare

   
Greife pierce(/presse?) my soule

   
Go weepe sad soule 

   
Grone weary soule

   
If the tonge durst one worde speake
 
   
Come sullen night

   
Say ye gods that powers haue

   
Hide not from me those eyes

   
Now ech creature ioyes the other

   
Yow watry issue of a mourning minde

   
Breath out my sighs
 
   
Flow my teares

   
Come teares and sighs: Mall Newberris Repentance
 
   
Ah now I fall. Ye first part

   
But now I rise. Ye second part
 
   
See o see sweet Amyntas. A Dyalogue betwene Amyntas and Pastorella

   
Daphny stay o stay. Another Dyalogue betweene Phyllis, Daphny, and Thirsis
```

John Pitcher va a hacer mención del manuscrito de Handford, refiriéndose concretamente a la canción número 16, Mall Newberris Repentance . Esta pieza trata sobre Mary Newborough, prostituta durante la época isabelina que fue enviada varias veces a prisión; concretamente, esta canción habla sobre su arrepentimiento de carácter burlesco y poco sincero. Se deduce que el texto era ofensivo, pues muchas estrofas están  desaparecidas, aunque también pudieron haberse extraviado, deteriorado o eliminado por razones de propiedad; no obstante lo más probable es que fuesen eliminadas por ser de carácter injurioso, pues en una canción de arrepentimiento de una prostituta, era previsible que se mencionasen sus pecados.  Se deduce que esta canción estaba lejos de ser tocada y cantada con un tono melancólico como las demás canciones de arrepentimiento, debido  a su carácter satírico.
Peter Warlock, crítico musical y compositor, llevó a cabo un estudio pionero The English Ayre (1931) en el que menciona a George Handford y su manuscrito, expresando una visión negativa hacia los mismos. Para Warlock, la música no es destacable y la calidad de los poemas se haya  por debajo del nivel al que nos solemos encontrar en cancioneros de otros laudistas. Peter Warlock consideraba a Handford como un compositor de poca reputación y reconocimiento, no tenía nada que ver con compositores como John Dowland y Danyel, a los cuales menciona en su estudio.